# مهنا بن صالح أبا الخيل
مهنا بن صالح بن حسين أبا الخيل أمير بريدة من عام 1280هـ حتى وفاته 1292هـ بعد أن عينه الإمام فيصل بن تركي أميرًا فيها عام 1280 هجرية، وتعاقبت أسرته الامارة من بعده، وكان قبل ذلك يملك بعض القوافل لنقل الحجاج من العراق إلى الأراضي المقدسة مكة المكرمة والمدينة المنورة.
وقد ضرب به المثل السعودي النجدي الشهير والمتداول أيضًَا في دول الخليج «جاك يا مهنا ما تمنى» وقد قيل فيه أيضاً «فلان غازي مع مهنا» و«فلان ما غزا مع مهنا».

## نسبه
هو مهنا بن صالح بن حسين بن صالح بن عبد الله بن إبراهيم بن عبد الله بن محمد أبا الخيل بن حمد بن محمد بن نجيد بن مذهل بن قريش بن يعيش بن صاعد بن منبه بن وهب من قبيلة [[عنزة (قبيلة)التغلبي إحدى قبائل ربيعة بن نزار.

## رسول أهل القصيم
كان أول نشاط سياسي له أن أرسله أهل القصيم مندوبا إلى الإمام فيصل بن تركي عام 1265 هجرية، وذلك لطلب الصلح بعد الاضطرابات في منطقة القصيم فلم يزل يتودد إليه ويذكر له الأمر الذي عمدوه عليه، فكتب لهم الامام أنهم يدفعون الزكاة ويركبون معه غزاة ويدخلون في الجماعة والسمع والطاعة. فرجع لهم مهنا الصالح بذلك وتحقق عند الامام قبولهم بما بلغهم به رسولهم، وأنهم قبلوا منه النصح الذي دعاهم اليه وأطاعوا الصلح واتفقوا عليه.

## تولي الإمارة
قبل توليه الإمارة دارت عدة أحداث من أهمها استمرار الاضطرابات في القصيم وتغيير عدة أمراء في فترة لا تتجاوز السنتين كان آخرهم سليمان الرشيد من اسرة آل أبو عليان الاسرة التي حكمت بريدة قبل مهنا، فقرر الامام فيصل بن تركي تعيين مهنا عام 1280 هجرية لما يملك من علاقات مع رجال وكبار البلد بالإضافة إلى علاقاته خارج المدينة مع الامام فيصل وبعض الولاة في العراق, كما أنه منح الوسام المجيدي من الدرجة الرابعة عام 1289 هجرية الموافق 1872 ميلادية، وأيضا منح نفس الوسام أمير عنيزة زامل السليم.
استمر في الامارة 12 سنة، استقرت الأوضاع نسبيا في زمنه اذ لم تكن بريدة والقصيم بشكل عام طرف في النزاع القائم آنذاك بين أبناء الامام فيصل بن تركي عبد الله وسعود اذ كان الصراع مستشري بينهم منذ وفاة فيصل بن تركي عام 1282 هجرية، وكان قد أستمال أهل البلد وكثر أعوانه وكان صاحب ثروة ومال فقام على آل أبو عليان أمراء البلد سابقا، وأجلى كل من يخافه منهم ويخشى شرهم فساروا إلى بلد عنيزة، استمر في الامارة حتى تم اغتياله عام 1292 هجرية.
وقد عقد حلفًا مع محمد بن عبد الله الرشيد أمير حائل يتولى بموجبه كل من الطرفين تقديم العون للآخر عند الحاجة، فرفض الأمير عبد الله بن فيصل آل سعود على عمل مهنا واستقلاله، وأراد معاقبته على تحالفه مع ابن رشيد، فطلب أمير بريدة النجدة من محمد بن رشيد، مما سبب بتراجع عبد الله بن فيصل عن أي تحرك تجاه بريدة.

## اغتياله
اتفق على قتل مهنا 12 رجلا من اسرة آل أبو عليان المقيمين في عنيزة فدخلوا بلد بريدة آخر ليلة الجمعة 19 من محرم عام 1292 هجرية، ودخلوا في بيت على طريق مهنا إذا خرج لصلاة الجمعة واختفوا فيه فلما خرج لصلاة الجمعة خرجوا عليه من البيت وقتلوه ثم ساروا إلى قصر مهنا الجديد المعروف فدخلوه وتحصنوا فيه، فقام أبناء مهنا وعشيرتهم وأهل بريدة وحصروهم في القصر المذكور وثار الحرب بينهم وبين آل أبو عليان المذكورين فضرب ال عليان علي بن محمد بن صالح أبا الخيل برصاصة فوقع ميتا ثم ضربوا حسن بن عودة أبا الخيل برصاصة فوقع ميتا فقام ال أبا الخيل ومن معهم من أهل بريدة وحفروا حفرا تحت المقصورة التي فيها ال عليان ووضعوا بارودا وأعلقوا فيه النار فثار البارود وسقطت المقصورة بمن فيها فمات بعضهم تحت الهدم وبعضهم أمسكوه وقتلوه، ولم يسلم منهم الا إبراهيم بن غانم، ومن أعيان المقتولين صالح ال محمد وابن اخيه عمر ال محمد وابن اخيه الثاني إبراهيم ال محمد وعبد الله بن حسن ال محمد، وتولى امارة بريدة حسن بن مهنا بعد أبيه.

## انظر ايضاً
- قائمة أمراء بريدة